# Stora Les branter
Stora Les branter är ett naturreservat i Dals-Eds kommun i Västra Götalands län.
Området är naturskyddat sedan 2017 och är 739 hektar stort. Reservatet omfattar branter vid östra stranden av Stora Le.  Reservatet består av lövskog, granskog och tallskog.